# Sord M 68
Sord M 68 (M 68 / M 68 MX) је кућни рачунар фирме Sord који је почео да се производи у Јапану током 1982. године.
Користио је Zilog Z80 A - Motorola MC68000 микропроцесорску јединицу а РАМ меморија рачунара је имала капацитет од 256 KB (до 1 MB). 
Као оперативни систем кориштен је CP/M 68K, OS Sord (8 bit Sord Operating System) или SB80 (компатибилан са CP/M).

## Детаљни подаци
Детаљнији подаци о рачунару M 68 су дати у табели испод.
|                       |                                                             |
| [ 1 ]                 |                                                             |
| Произвођач            |                                                             |
| Тип                   | кућни рачунар                                               |
| Меморија              | 256 (до 1 MB)                                               |
| Поријекло             | Јапан                                                       |
| Година                | 1982                                                        |
| Тастатура             | тастатура са пуним помаком тастера са нумеричком тастатуром |
| Процесор              |                                                             |
| Фреквенција процесора | 4 (Z80) - 10 (68000)                                        |
| RAM                   | 256 (до 1 MB)                                               |
| ROM                   | непознато                                                   |
| Текст                 | 80 x 25                                                     |
| Графика               | 640 x 500                                                   |
| Боја                  | 16                                                          |
| Звук                  | непознато                                                   |
| Димензије             | 10.5 (ш) x 7.25 (д) x 1.5 (в)                               |
| Портови               |                                                             |
| Оперативни систем     |                                                             |